# Paul Barbarin (mathématicien)
Pour les articles homonymes, voir Barbarin.
Pour le batteur, voir Paul Barbarin.
Paul Barbarin, né le 20 octobre 1855 à Tarbes et mort le 28 septembre 1931, est un mathématicien français, spécialiste en géométrie,. 

## Biographie
Lauréat du concours général (1873), Paul Jean Joseph Barbarin étudie brièvement à l'École polytechnique puis se dirige vers l'ENS Paris à 19 ans et demi. Il a notamment pour professeurs Charles Briot, Jean-Claude Bouquet, Jules Tannery et Gaston Darboux. Après avoir obtenu son diplôme, il enseigne les mathématiques dans divers lycées, à Nice ou encore à Bordeaux. Lorsqu'il meurt, il est professeur à l'École spéciale des travaux publics, du bâtiment et de l'industrie à Paris. 
En 1903, il était le deuxième choix aux nominations du prix Lobatchevski, après David Hilbert. 
Il est conférencier au congrès international des mathématiciens de 1928, à Bologne. 

## Œuvres
- La Géométrie non euclidienne. Gauthier-Villars (Paris), 1907. Texte disponible en ligne sur LillOnum.